# Heilig Hartbeeld (Diessen)
Het Heilig Hartbeeld is een standbeeld in de Nederlandse plaats Diessen, in de provincie Noord-Brabant.

## Achtergrond
Henricus van Enschot (1876-1945) was pastoor van de Sint-Willibrorduskerk. Ter gelegenheid van zijn zilveren priesterjubileum bood burgemeester Gerardus Nijssen hem op 1 juni 1926, namens de parochianen, geld aan voor de oprichting van een Heilig Hartbeeld. Het beeld werd gemaakt door beeldhouwer Jan Custers, die de jubilaris leerde kennen toen hij nog kapelaan in Woensel was. Op 10 oktober 1926 werd het beeld geïntroniseerd aan het Laarplein. Het werd later verplaatst naar de huidige locatie.

## Beschrijving
Het beeld is uitgevoerd in Frans kalksteen en toont een staande Christusfiguur die is gekleed in een gedrapeerd gewaad. Op zijn borst is het Heilig Hart zichtbaar. Hij houdt zijn beide handen, met stigmata, zegenend geheven. Op de hardstenen voetstuk is een plaquette aangebracht met de tekst 

IK BEN
DE WEG
DE WAARHEID
EN
HET LEVEN